# Стэнли, Уильям, 9-й граф Дерби
Уильям Стэнли (англ. William Stanley; приблизительно 1655 — 5 ноября 1702) — английский аристократ, 9-й граф Дерби и лорд острова Мэн с 1672 года.

## Биография
Уильям Стэнли принадлежал к одному из самых влиятельных и богатых аристократических родов Англии. Он родился приблизительно в 1655 году и стал старшим сыном Чарльза Стэнли, 8-го графа Дерби и лорда острова Мэн, и Доротеи Хелены Киркховен. Уильям носил титул учтивости лорд Стрейндж. В 1672 году, после смерти отца, он унаследовал семейные владения и титулы. Граф занимал должность лорда-лейтенанта в Ланкашире (1676—1687, 1688—1701) и Чешире (1676—1687). Во время Славной революции он поддержал Вильгельма Оранского, собрав в Ланкашире три пехотных полка и отряд кавалерии, лично возглавил один из полков и принял участие в ирландской кампании. При этом фактически вместо него командовал брат, Джеймс Стэнли.
Граф был женат с 1673 года на леди Элизабет Батлер, дочери Томаса Батлера, 6-го графа Оссори, и Амелии Нассауской. В этом браке родился сын Джеймс, умерший молодым при жизни отца, и две дочери — Генриетта и Элизабет. После смерти Уильяма титул барона Стрейнджа перешёл в состояние ожидания, а титул графа Дерби унаследовал брат умершего Джеймс.